# Campeonato da Europa de Atletismo de 2010 - Revezamento 4x100 m masculino
A prova dos 4 x 100 metros estafetas masculino do Campeonato da Europa de Atletismo de 2010 foi disputada entre os dias 31 e 1 de agosto de 2010 no Lluís Companys em Barcelona,  na Espanha. 

## Recordes
Antes desta competição, os recordes mundiais e do campeonato nesta prova eram os seguintes:
|                       | Nome                                                                     | Nacionalidade | Tempo | Local   | Data                  |
| --------------------- | ------------------------------------------------------------------------ | ------------- | ----- | ------- | --------------------- |
| Recorde mundial       | (Nesta Carter, Michael Frater Usain Bolt, Asafa Powell)                  | Jamaica       | 37s10 | Pequim  | 22 de agosto de 2008  |
| Recorde do campeonato | (Max Moriniere, Daniel Sangouma Jean-Charles Trouabal, Bruno Marie-Rose) | França        | 37s79 | Split   | 1 de setembro de 1990 |
| Recorde europeu       | (Max Moriniere, Daniel Sangouma Jean-Charles Trouabal, Bruno Marie-Rose) | Reino Unido   | 37s79 | Sevilha | 29 de agosto de 1999  |

## Medalhistas
| Ouro                                                                                        | Prata                                                                               | Bronze                                                                         |
| França · Christophe Lemaitre · Jimmy Vicaut · Pierre-Alexis Pessonneaux · Martial Mbandjock | Itália · Roberto Donati · Simone Collio · Emanuele di Gregorio · Maurizio Checcucci | Alemanha · Tobias Unger · Marius Broening · Alexander Kosenkow · Martin Keller |

## Cronograma
Todos os horários são locais (UTC+2).
| Data        | Hora  | Evento  |
| ----------- | ----- | ------- |
| 31 de julho | 10:15 | Bateria |
| 1 de agosto | 19:35 | Final   |

## Resultados

### Bateria
Qualificação: 3 atletas de cada bateria (Q) mais os 2 melhores qualificados (q).
Bateria 1
| Posição | Raia | Nacionalidade | Atletas                                                                                       | Reação | Tempo | Notas |
| ------- | ---- | ------------- | --------------------------------------------------------------------------------------------- | ------ | ----- | ----- |
| 1       | 3    | França        | Imaad Hallay Jimmy Vicaut Pierre-Alexis Pessonneaux Martial Mbandjock                         | 0.168  | 39.12 | Q     |
| 2       | 4    | Polónia       | Dariusz Kuć Paweł Stempel Robert Kubaczyk Kamil Kryński                                       | 0.173  | 39.20 | Q     |
| 3       | 7    | Suíça         | Pascal Mancini Aron Beyene Reto Schenkel Marc Schneeberger                                    | 0.172  | 39.22 | Q     |
| 4       | 6    | Finlândia     | Hannu Ali-Huokuna Joni Rautanen Jonathan Åstrand Hannu Hämäläinen                             | 0.143  | 39.40 | q     |
| 5       | 5    | Reino Unido   | Leon Baptiste Craig Pickering Marlon Devonish Mark Lewis-Francis                              | 0.180  | 39.49 |       |
| 6       | 8    | Noruega       | Philip Bjørnå Berntsen Tormod Hjortnæs Larsen Christian Settemsli Mogstad Jaysuma Saidy Ndure | 0.162  | 40.04 |       |
| 7       | 2    | Turquia       | Mustafa Delioglu Sezayi Ozkaya Hakan Karacaoglu Izzet Safer                                   | 0.254  | 40.23 |       |

Bateria 2
| Posição | Raia | Nacionalidade | Atletas                                                                | Reação | Tempo | Notas |
| ------- | ---- | ------------- | ---------------------------------------------------------------------- | ------ | ----- | ----- |
| 1       | 6    | Alemanha      | Tobias Unger Marius Broening Alexander Kosenkow Martin Keller          | 0.174  | 38.75 | Q     |
| 2       | 3    | Itália        | Roberto Donati Simone Collio Emanuele di Gregorio Maurizio Checcucci   | 0.199  | 38.82 | Q     |
| 3       | 4    | Portugal      | Ricardo Monteiro Francis Obikwelu Arnaldo Abrantes Yazaldes Nascimento | 0.201  | 39.09 | Q     |
| 4       | 7    | Espanha       | Alain López Ángel David Rodríguez Orkatz Beitia Rubén Pros             | 0.230  | 39.30 | q     |
| -       | 2    | Rússia        | Mikhail Idrisov Ivan Teplykh Roman Smirnov Vyacheslav Kolesnichenko    | 0.173  | -     | DSQ   |
| -       | 5    | Eslovênia     | Jan Žumer Matic Osovnikar Boštjan Fridrih Gregor Kokalovič             | 0.165  | -     | DSQ   |

### Final

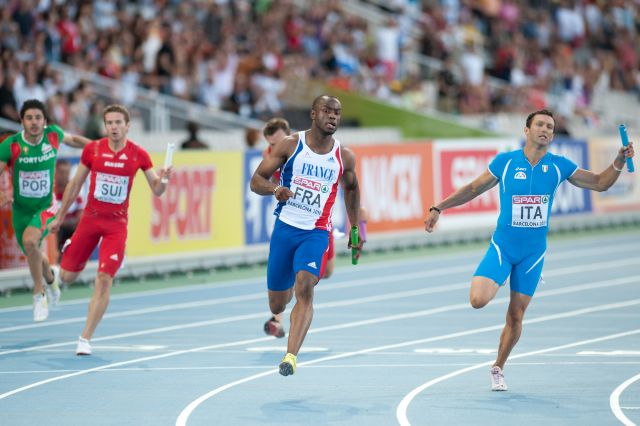
As equipes francesa e italiana mantiveram-se próximas ao longo da prova

| Posição           | Raia | Nacionalidade | Atletas                                                              | Reação | Tempo | Notas            |
| ----------------- | ---- | ------------- | -------------------------------------------------------------------- | ------ | ----- | ---------------- |
| Medalha de ouro   | 3    | França        | Jimmy Vicaut Christophe Lemaitre Pierre-Alexis Martial Mbandjock     | 0.275  | 38.11 |                  |
| Medalha de prata  | 7    | Itália        | Roberto Donati Simone Collio Emanuele di Gregorio Maurizio Checcucci | 0.241  | 38.17 | Recorde nacional |
| Medalha de bronze | 5    | Alemanha      | Tobias Unger Marius Broening Alexander Kosenkow Martin Keller        | 0.184  | 38.44 |                  |
| 4                 | 8    | Suíça         | Pascal Mancini Aron Beyene Reto Schenkel Marc Schneeberger           | 0.162  | 38.69 | Recorde nacional |
| 5                 | 4    | Polónia       | Dariusz Kuć Paweł Stempel Robert Kubaczyk Kamil Kryński              | 0.189  | 38.83 |                  |
| 6                 | 6    | Portugal      | Ricardo Monteiro Francis Obikwelu Arnaldo Abrantes João Ferreira     | 0.218  | 38.88 | Recorde nacional |
| 7                 | 1    | Finlândia     | Hannu Ali-Huokuna Joni Rautanen Jonathan Åstrand Hannu Hämäläinen    | 0.149  | 39.29 | Recorde nacional |
| 99 !              | 2    | Espanha       | Alain López Ángel David Rodríguez Orkatz Beitia Rubén Pros           | 0.149  | DNF   |                  |

Legenda
| Recorde mundial       | Recorde mundial (World record)               |                       | Recorde africano                      | Recorde africano (African) |                                           | Q | Classificado por posição (Qualified) |
| Recorde do campeonato | Recorde do campeonato (Championship record)  | Recorde da América    | Recorde da América (Americas)         | q                          | Classificado por melhor tempo (Qualified) |   |                                      |
| Melhor marca do ano   | Melhor marca do ano (World leading)          | Recorde asiático      | Recorde asiático (Asian)              | DNS                        | Não largou (Did not start)                |   |                                      |
| Recorde nacional      | Recorde nacional (National record)           | Recorde europeu       | Recorde europeu (European)            | DNF                        | Não terminou (Did not finish)             |   |                                      |
| Recorde pessoal       | Recorde pessoal do atleta (Personal best)    | Recorde da Oceania    | Recorde da Oceania (Oceania)          | DSQ / DQ                   | Desclassificado (Disqualified)            |   |                                      |
| Recorde da temporada  | Recorde da temporada do atleta (Season best) | Recorde sul-americano | Recorde sul-americano (South America) | NM                         | Sem marca (No mark)                       |   |                                      |